# РК Дрина Зворник
Рукометни клуб Дрина Зворник је клуб из Зворника основан 1999. године. Клуб игра утакмице у рекреативно–спортском центру „Зворник“.
У сезони 2018/2019. постали су прваци Прве лиге Републике Српске, а од сезоне 2019/2020. такмичиће се у Премијер лиги БиХ.